# Solanum raphanifolium
Espèce
Solanum raphanifolium  est une espèce de plante herbacée tubéreuse de la famille des Solanaceae, originaire des montagnes du Pérou. Elle est apparentée à la pomme de terre cultivée, mais contrairement à celle-ci, elle est diploïde (2n = 2x = 24).